# Jind
Jind – miasto w Indiach, w stanie Hariana. W 2011 roku liczyło 167 592 mieszkańców.